# 上坂神社
上坂神社（こうさかじんじゃ）は、滋賀県長浜市東上坂町にある神社である。「上坂田宮」ともいい、国史見在社に比定されている。旧社格は県社。

## 祭神
- 素盞嗚命

## 神紋
- 大瓜五葉

## 歴史
社伝によると、孝霊天皇25年に創建されたと伝わる。上坂田郷の惣社である。『三代実録』に貞観17年12月5日（876年）に従五位下を授かった「坂神」に相当するとされる（国史見在社）。京極氏、織田信長、豊臣秀吉の崇敬を受けた。
明治9年（1876年）に村社に列し、大正12年（1923年）に県社に昇格した。

## 祭典
- 春季大祭 - 4月29日
- 底樋祭 - 3月10日

## 境内社
- 流岡神社